# آیک اوپارا

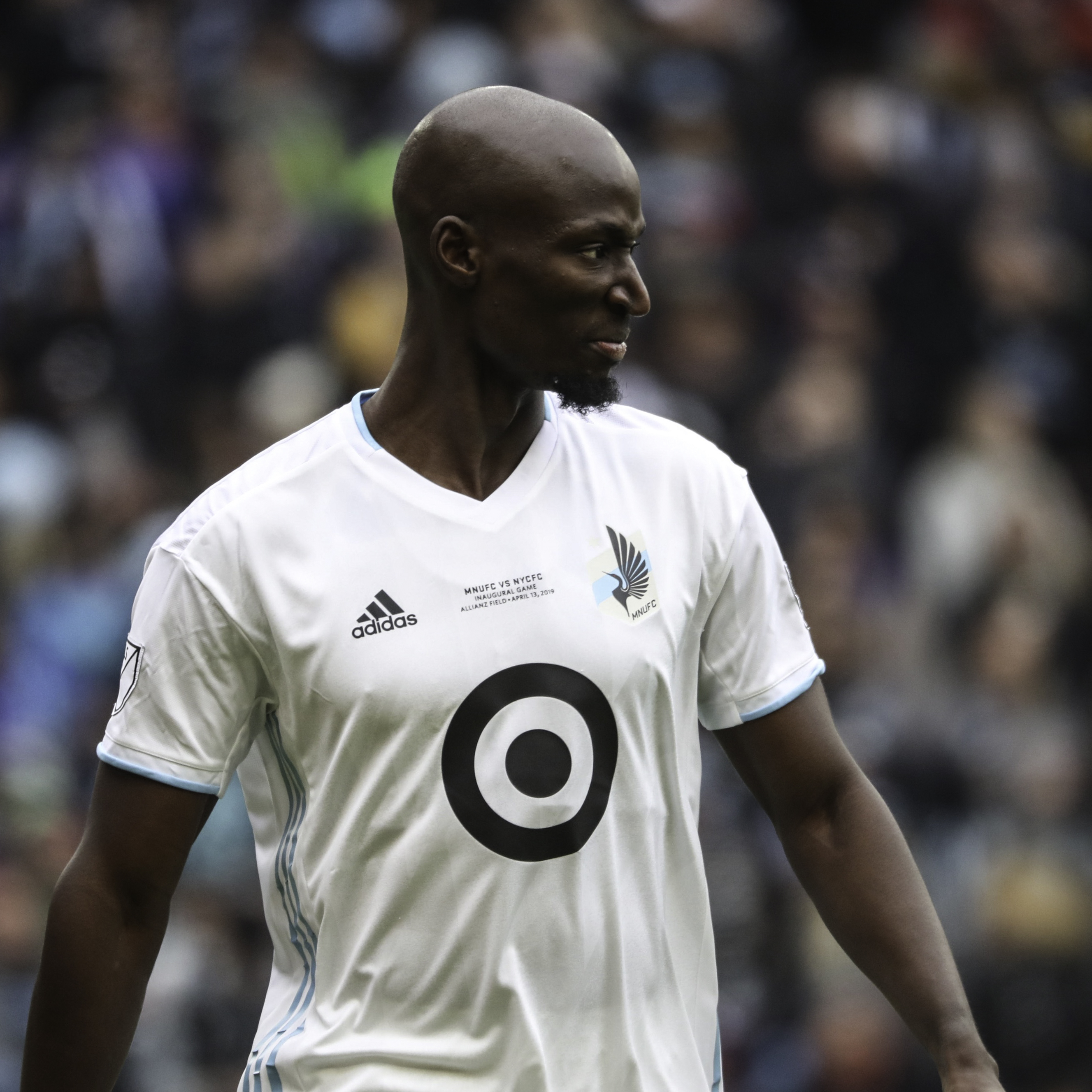
آیک اوپارا

آیک اوپارا (Ike Opara) بازیکن فوتبال اهل ایالات متحده آمریکا است. او ملی پوش تیم ملی فوتبال ایالات متحده آمریکا نیز بوده‌است.
او هم‌اکنون بازیکن باشگاه اسپورتینگ کانزاس سیتی است.